# Heckler & Koch G36
G36 (Gewehr 36) este o pușcă de asalt de calibrul 5,56 mm fabricată de firma germană de armament Heckler & Koch. A fost introdusă ca armă standard a Forțelor Armate Germane în 1997, în locul modelului predecesor, carabina de calibrul 7,62 mm G3. Arma a fost sistematizată în armata multor țări. Arma are un încărcător transparent de plastic, astfel că militarul poate să vadă cu ușurință câte cartușe îi mai stau la dispoziție, dar poate repera ușor și un deranjament al arcului din încărcător.

## Variante
- G36 A1
- G36K A1
- G36K Bw
- G36C
- G36E
- G36KE
- G36V
- G36KV
- G36 A2
- G36K A2
- AG36A1
- AG36A2
- G36 KSK
- AG36 KSK A1
- AG36 KSK A2
- MG36 A1
- MG36 A2
- G36C A2
- G36C GIPN

### Sistemul optic
Versiunile standard ale puștii G36 pentru armata germană sunt dotate cu sistem optic dual tip ZF 3x4° sistem dual care combină:
- mărirea telescopică de 3x (cu reticul principal proiectat pentru tragere la 200 m și marcajele de fir reticular pentru: 200, 400, 600 și 800 m cu scală de calculare a distanței) și
- un alt sistem reflex vizor (dispozitiv de ochire rapidă cu punct roșu) fără mărire reglat pentru tragere la 200m, montat pe partea superioară a telescopului.

Reflex vizorul este iluminat în timpul zilei de lumina ambientală, iar pe timp de noapte pentru iluminare folosește energia unei baterii. 
Iluminatul electric este activat de un senzor și poate fi activat manual pentru a spori luminozitatea reticulului pentru a spori contrastul în situație de zi în condiții cu contrast redus.
Recent s-a constatat că în spațiile călduroase arma devine imprecisă.